# S/S Torne (1913)
Torne av Stockholm var ett svenskt ångfartyg som under andra världskriget sänktes i Narvik utanför Norge den 12 april 1940. Besättningen räddades.

## Historik
Torne byggdes och sjösattes 1913 vi Lindholmens varv för Rederi AB Luleå-Ofoten, senare Grängesbergsbolaget, samtidigt som hennes systerfartyg S/S Abisko. Sitt första haveri hade Torne 1928, då ångaren strandade på Bastuholmen under utgående från Luleå. Efter tio dygn bärgades Torne av Röda bolagets Fritiof. Torne hade fått betydande bottenskador, vilka reparerades provisoriskt, varefter hon gick till Stettin med malmlast i stället för till England, då man inte vågade ta risken att gå över Nordsjön. Fritiof eskorterade för säkerhets skull Torne på resan. 1928 moderniserades Tornes maskineri enligt Lentzsystemet, varigenom kolförbrukningen minskades från 24 ton per dygn till 16.

## Sänkningen
Torne anlände den 6 april 1940 till Narvik och började omedelbart lasta malm. Den åttonde var lasten ombord. Dagen därpå uppstod strider mellan engelska och tyska sjöstridskrafter. S/S Boden var ett annat av rederiets fartyg som hamnade i korselden. 
Först stannade Tornes besättning kvar ombord men den 10 april, då striderna återupptogs, övergav man fartyget i livbåtarna. På väg in till kaj såg man att Torne skjutits i brand. När besättningen kommit i land blev en lättmatros skadad i ryggen av en granatskärva och fördes till sjukhus. Under färden i livbåtarna hade man sett många simmande tyskar som försökte ta sig mot land och en del av dem hade lyckats ta sig ombord på Torne. Den 11 april tog sig befälhavaren, förste styrman och kocken ombord på det brinnande fartyget för att försöka bärga skeppspapperen, som man faktiskt fick tag på. Elden ombord var då inte kraftigare än att den skulle kunna ha släckts om man lyckats få ombord en slangledning. Tyskarna, som kommit ombord på Torne, hade tagit alla kläder och brutit upp proviantförrådet och i övrigt åstadkommit stor förödelse på det svenska fartyget. Dagen därpå såg kapten Åkerlund från staden en motorbåt, som lagt sig vid sidan av Torne. Något senare på dagen sjönk Torne och befälhavaren misstänkte att någon varit ombord och öppnat bottenventilerna. Torne hade tydliga neutralitetsmärken på sina fartygssidor och den svenska flaggan var hissad ända till dess fartyget försvann under vattenytan.